# Los Banos
Los Banos é uma cidade localizada no estado americano da Califórnia, no Condado de Merced. Foi incorporada em 8 de maio de 1907.

## Geografia
De acordo com o United States Census Bureau, a cidade tem uma área de 26,2 km², onde 25,9 km² estão cobertos por terra e 0,3 km² por água.

### Localidades na vizinhança
O diagrama seguinte representa as localidades num raio de 40 km ao redor de Los Banos.

## Demografia
Segundo o censo nacional de 2010, a sua população é de 35 972 habitantes e sua densidade populacional é de 1 390,28 hab/km². Possui 11 375 residências, que resulta em uma densidade de 439,63 residências/km².

## Educação

### Alunos de intercâmbio
Los Banos já recebeu vários intercambiarios, países como: Brasil, Bélgica, Alemanha, Portugal e Espanha[carece de fontes?].